# AirAsia Japan

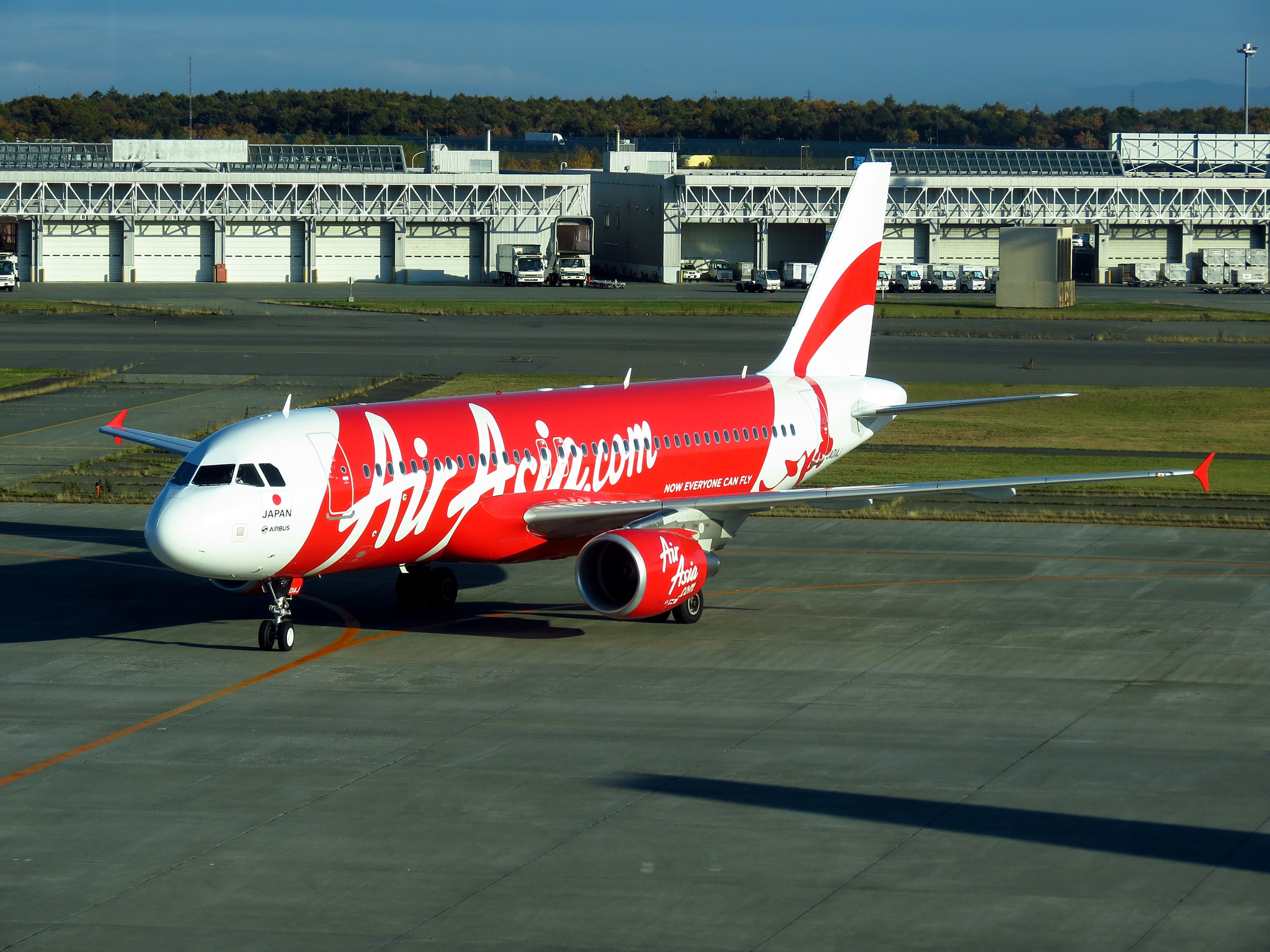
Airbus A320-200 d'AirAsia Japan sur l'aéroport de Chitose, le 1er novembre 2012

AirAsia Japan Co., Ltd (エアアジア・ジャパン株式会社 Eāajia Japon Kabushiki-Gaisha) est le nom de deux incarnations de la compagnie aérienne à bas prix japonaise, fonctionnant comme coentreprise entre le Malaisien AirAsia et des partenaires japonais.

## Histoire
Le directeur d'AirAsia Tony Fernandes, a nommé les deux incarnations d'AirAsia du Japon en tant que "Partie 1" et "2".

### Coentreprise avec All Nippon Airways (août 2012-octobre 2013)
La compagnie Malaisienne low-cost AirAsia et le Japonais All Nippon Airways ont annoncé leur coentreprise, lors d'une conférence de presse à Tokyo le 21 juillet 2011. À la suite de sa création officielle en août 2011, le premier vol de la compagnie aérienne a eu lieu le 1er août 2012, reliant Tokyo-Narita à Fukuoka.
La compagnie aérienne était basée à côté du siège d'ANA à Tokyo, avec sa base principale d'exploitation à l'Aéroport International de Narita, et a d'abord servi des destinations nationales et intérieures en utilisant la marque et le modèle de service d'AirAsia, les destinations internationales incluant les Philippines, la Corée du Sud et Taïwan, devant suivre. Le PDG d'AirAsia, Tony Fernandes, a également indiqué que la coentreprise pouvait servir de point de liaison entre l'Asie du Sud-Est et les États-Unis au sein du réseau du groupe AirAsia
AirAsia Japon a été la première compagnie aérienne à bas prix à être basée sur l'aéroport Narita de Tokyo. Sa formation a été annoncée un mois seulement après l'annonce d'ANA de la formation de Peach, une compagnie low-cost basée à l'Aéroport International de Kansai à Osaka, et de celle d'un concurrent lancé par Japan Airlines.

#### La résiliation de la coentreprise et transformation en Vanilla Air
En juin 2013, AirAsia a décidé de retirer ses parts au sein d'AirAsia Japon, faisant de l'entreprise une filiale en propriété exclusive de l'ANA. Le Nihon Keizai Shimbun a rapporté qu'AirAsia Japon a le plus faible des facteurs de charge des trois nouveaux participant transporteurs à bas prix au Japon et a noté plusieurs raisons de l'échec de la coentreprise, y compris un système de réservation en ligne qui n'a pas été entièrement traduit en Japonais et est donc frustrant pour beaucoup de clients, la non-utilisation d'agence de voyages de distribution (ce qui est encore une composante majeure de la compagnie aérienne nationale des ventes au Japon), le dérangement de son hub principal à l'Aéroport de Narita.
AirAsia Japan a annoncé en août 2013 qu'il allait continuer à fonctionner dans sa forme actuelle jusqu'au 26 octobre 2013 et sera ensuite rebaptisé Vanilla Air à compter du 1er novembre 2013. Vanilla Air commencera l'exploitation avec deux avions et s'étendra à dix appareils durant l'exercice 2015, avec deux lignes intérieures et internationales. Tout le personnel d'AirAsia Japon intègre la nouvelle compagnie, et les appareils retournent à AirAsia

### Nouvelle entrée dans le marché Japonais
Le 1er juillet 2014, il est annoncé qu'AirAsia a établi un partenariat avec le site commercial en ligne et agence de voyages Rakuten (pour 18 % du capital), une entreprise de cosmétiques Japonaise, la firme de boissons énergisantes et de location d'aéronefs Noevir Holdings (9 %), les vêtements de sport Alpen (5 %), et la société de capital Octave Japon (19 %), afin de relancer AirAsia Japon. AirAsia détiendra 49 % de la participation. Yoshinori Odagiri, chef de la direction de la précédente incarnation d'AirAsia Japan, retourne à la présidence. La compagnie aérienne devrait commercer l'été 2015, depuis l'Aéroport international du Chūbu avec 2 Airbus A320, puis à 4 fin 2015. Le 6 octobre 2015, il est annoncé qu'AirAsia Japon a reçu la licence d'exploitation pour démarrer l'exploitation des vols, ainsi que l'annonce de Sendai, Sapporo, et à Taipei, comme leurs trois premières destinations depuis Chubu Centrair. Les vols commenceront au Printemps 2016.

## Flotte
AirAsia Japan reçoit son premier avion à Toulouse le 9 juin 2012.

La flotte d'AirAsia Japan comprend les appareils suivants (août 2016):